# Reeves Gabrels
Reeves Gabrels (Nova Iorque, 4 de junho de 1956) é um guitarrista estadunidense, que se tornou conhecido em conjunto com David Bowie. Atualmente, é integrante da banda britânica de rock The Cure. Gabrels juntou-se ao grupo durante uma turnê de verão em 2012.